# Windmühle Bertha

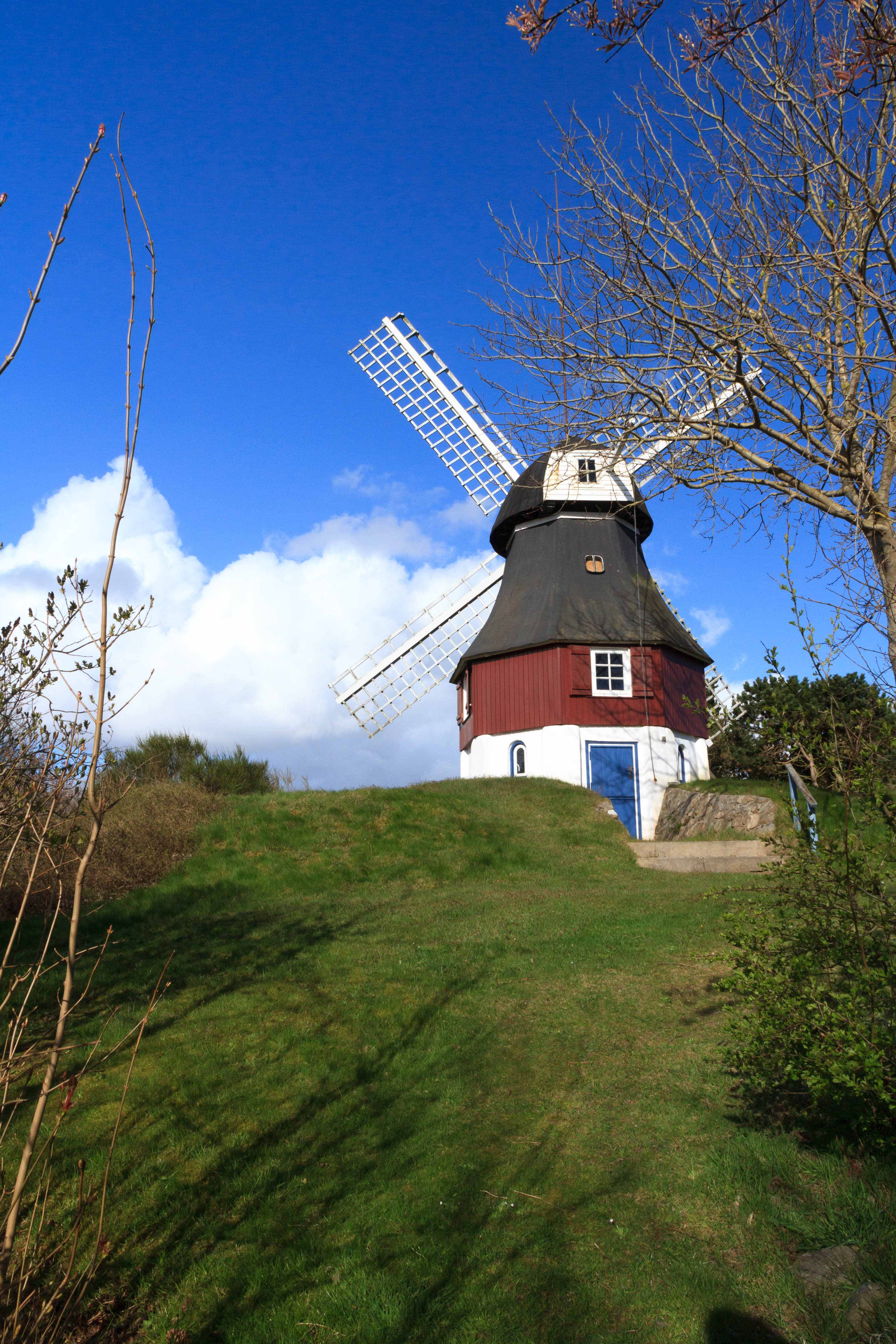
Die Windmühle Bertha in Süddorf

Die Windmühle Bertha steht in Süddorf auf der Nordseeinsel Amrum, etwa 800 Meter von der Amrumer Windmühle entfernt. Sie ist ein kleiner Kellerholländer mit nicht mehr vorhandenem Steert und Segelflügeln. Heinrich Andresen ließ das Gebäude im Jahre 1893 errichten. An ihrer Stelle hatte zuvor seit 1882 eine Bockwindmühle gestanden. Die Windmühle Bertha wird heute zu Wohnzwecken genutzt. Die Mühlentechnik ist nicht mehr vorhanden.

## Geschichte
Volkert Martin Quedens, der spätere Begründer des Seebades Wittdün auf Amrum, ließ die Mühle auf dem bronzezeitlichen Grabhügel Redenhuug im Jahre 1882 am Uasterstigh 34 aufstellen. Zuvor stand das 1775 errichtete Gebäude in Munkmarsch auf Sylt, wo es gerade abgebrochen wurde, als der Schiffer Quedens vorbeifuhr. Dieser steuerte daraufhin die Insel an, kaufte das Abbruchmaterial und transportierte es anschließend auf seine Heimatinsel, wo er die Mühle wiedererrichten ließ. Wenig später verkaufte er die Mühle an Heinrich Andresen, den Sohn eines Föhrer Landwirts. Dieser hatte bisher für Quedens dessen Land bestellt und war kein gelernter Müller, eignete sich die dafür notwendigen Fertigkeiten aber bald an. Dabei stellte er fest, dass die Mühle nicht leistungsfähig genug war. Deshalb ließ er sie 1893 durch die heutige Holländermühle ersetzen. Diese soll von einem Mühlenbauer namens Tietje(-ns) ursprünglich auf dem Festland errichtet worden sein. Bei Unterkellerungsarbeiten stieß der damalige Müller im Jahre 1922 auf eine große Steinsetzung, in deren Zentrum sich ein Baumsarg mit dem Skelett einer männlichen Leiche mit einem Bronzeschwert als Grabbeigabe befand.
Die Mühle war noch bis 1942 in Betrieb. Danach verfiel sie, bis Hamburger Architekten das Gebäude 1952 erwarben. Diese ließen das Äußere wiederherstellen und den Innenraum zu Wohnzwecken umgestalten.